# Градска кућа у Суботици (1828.)
Градска кућа у Суботици из 1828. године је друга суботичка градска кућа. По својој функцији заменила је старију Градску кућу из 1751.
Ова градска кућа изграђена је у барокном стилу. Грађена је од пролећа 1826. до 12. фебруара 1828. Период урбаног ентузијазма Суботице дочекао је трошност и оронулост. И док су око њега ницале нове репрезентативне зграде, то је стајало као ругло. Стога је тадашњи градоначелник Карољ Биро 1907. године расписао тендер за нову градску кућу чија је изградња почела 1908.
Дана 12. фебруара 1828. године почеле су дводневне свечаности поводом полагања завршног камена и освећења ове Градске куће у нову зграду. Овом приликом постављено је звоно у кулу зграде. Касније је постављен сат.